# Saison 3 de Rush
Chronologie
Saison 2 Saison 4
Cet article présente le guide des épisodes la troisième saison de la série télévisée australienne Rush.

## Distribution

### Acteurs principaux
- Rodger Corser : Lawson Blake
- Callan Mulvey : Brendan « Josh » Joshua
- Josef Ber (en) : Dominic Wales Sergent
- Nicole da Silva : Stella Dagostino
- Ashley Zukerman : Michael Sandrelli
- Samuel Johnson (en) : Leon Broznic
- Catherine McClements : Kerry Vincent
- Jolene Anderson : Shannon Henry
- Kevin Hofbauer (en) : Christian Tapu

### Invités
- Nathaniel Dean (en) : Andrew Kroinin
- Camille Keenan (en) : Intelligence Officer Audrey Khoo
- Jane Allsop (en) : Tash Button
- Ella Shenman : Minka Button
- Ian Meadows (en) : James Vincent

## Épisodes

### Épisode 1:Détournement de fonds
- Australie : 22 juillet 2010 sur Network Ten
- France : 1er novembre 2014 sur Numéro 23[1]

- Australie : 1,070 million de téléspectateurs[2]

### Épisode 2:Tir croisé
- Australie : 29 juillet 2010 sur Network Ten
- France : 2 novembre 2014 sur Numéro 23[1]

- Australie : 836 000 téléspectateurs[3]

### Épisode 3:Plops
- Australie : 5 août 2010 sur Network Ten
- France : 2 novembre 2014 sur Numéro 23[1]

- Australie : 983 000 téléspectateurs[4]

### Épisode 4:Obsession
- Australie : 12 août 2010 sur Network Ten
- France : 3 novembre 2014 sur Numéro 23[1]

- Australie : 1,002 million de téléspectateurs[5]

### Épisode 5:Tous pouvoirs...
- Australie : 19 août 2010 sur Network Ten
- France : 3 novembre 2014 sur Numéro 23[1]

- Australie : 1,005 million de téléspectateurs[6]

### Épisode 6:À chacun sa loi
- Australie : 26 août 2010 sur Network Ten
- France : 6 novembre 2014 sur Numéro 23[1]

- Australie : 798 000 téléspectateurs[7]

### Épisode 7:Corps à corps
- Australie : 2 septembre 2010 sur Network Ten
- France : 6 novembre 2014 sur Numéro 23[1]

- Australie : 668 000 téléspectateurs[8]

### Épisode 8:Opération secrète
- Australie : 9 septembre 2010 sur Network Ten
- France : 7 novembre 2014 sur Numéro 23[1]

- Australie : 788 000 téléspectateurs[9]

### Épisode 9:La Cuisine
- Australie : 16 septembre 2010 sur Network Ten
- France : 8 novembre 2014 sur Numéro 23[1]

- Australie : 776 000 téléspectateurs[10]

### Épisode 10:La Balade de Ben
- Australie : 23 septembre 2010 sur Network Ten
- France : 9 novembre 2014 sur Numéro 23[1]

- Australie : 800 000 téléspectateurs[11]

### Épisode 11:Lacunes
- Australie : 30 septembre 2010 sur Network Ten
- France : 10 novembre 2014 sur Numéro 23[1]

- Australie : 861 000 téléspectateurs[12]

### Épisode 12:Jeu mortel
- Australie : 21 octobre 2010 sur Network Ten
- France : 10 novembre 2014 sur Numéro 23[1]

- Australie : 774 000 téléspectateurs[13]

### Épisode 13:La Chasse
- Australie : 21 octobre 2010 sur Network Ten
- France : 14 novembre 2014 sur Numéro 23[1]

- Australie : 689 000 téléspectateurs[13]

### Épisode 14:L'Otage
- Australie : 28 octobre 2010 sur Network Ten
- France : 15 novembre 2014 sur Numéro 23[1]

- Australie : 687 000 téléspectateurs[14]

### Épisode 15:Pièges mortels
- Australie : 4 novembre 2010 sur Network Ten
- France : 16 novembre 2014 sur Numéro 23[1]

- Australie : 773 000 téléspectateurs[15]

### Épisode 16:Le Professionnel
- Australie : 11 novembre 2010 sur Network Ten
- France : 17 novembre 2014 sur Numéro 23[1]

- Australie : 708 000 téléspectateurs[16]

### Épisode 17:L'Instinct maternel
- Australie : 18 novembre 2010 sur Network Ten
- France : 17 novembre 2014 sur Numéro 23[1]

- Australie : 707 000 téléspectateurs[17]

### Épisode 18:Les Liens du sang
- Australie : 25 novembre 2010 sur Network Ten
- France : 29 septembre 2014 sur Numéro 23[1]

- Australie : 670 000 téléspectateurs[18],[19]

### Épisode 19:Secret militaire
- Australie : 25 novembre 2010 sur Network Ten
- France : 18 novembre 2014 sur Numéro 23[1]

- Australie : 687 000 téléspectateurs[18]

### Épisode 20:L'Escorte
- Australie : 2 décembre 2010 sur Network Ten
- France : 19 novembre 2014 sur Numéro 23[1]

- Australie : 936 000 téléspectateurs[20]

### Épisode 21:Sous surveillance
- Australie : 9 décembre 2010 sur Network Ten
- France : 20 novembre 2014 sur Numéro 23[1]

- Australie : 821 000 téléspectateurs[21]

### Épisode 22:L'Île
- Australie : 16 décembre 2010 sur Network Ten
- France : 20 novembre 2014 sur Numéro 23[1]

- Australie : 910 000 téléspectateurs[22]